# Distrikt Olleros (Chachapoyas)
Der Distrikt Olleros liegt in der Provinz Chachapoyas in der Region Amazonas in Nord-Peru. Der Distrikt wurde am 3. Mai 1955 gegründet. Er besitzt eine Fläche von 107 km². Beim Zensus 2017 wurden 419 Einwohner gezählt. Im Jahr 1993 lag die Einwohnerzahl bei 369, im Jahr 2007 bei 355. Sitz der Distriktverwaltung ist die 3050 m hoch gelegene Ortschaft Olleros mit 148 Einwohnern (Stand 2017). Olleros befindet sich 31,5 km nordöstlich der Provinz- und Regionshauptstadt Chachapoyas.

## Geographische Lage
Der Distrikt Olleros liegt im äußersten Norden der Provinz Chachapoyas. Er liegt in der peruanischen Zentralkordillere am Ostufer des nach Norden fließenden Oberlaufs des Río Imaza.
Der Distrikt Olleros grenzt im Südwesten an den Distrikt Quinjalca, im Westen an den Distrikt Asunción, im Norden an den Distrikt Chisquilla (Provinz Bongará), im Nordosten an den Distrikt Pardo Miguel (Provinz Rioja) sowie im Südosten an den Distrikt Granada.

## Ortschaften
Neben dem Hauptort gibt es folgende größere Ortschaften im Distrikt:
- San Miguel de la Reyna